# Свети Георги (Горубляне)
Вижте пояснителната страница за други значения на Свети Георги.
„Свети Георги“ е енорийска православна църква на квартал Горубляне в българската столица София.
Строена и благоукрасена през средата и втората половина на 19 в., преди Освобождението – по желание на тогавашния самоковски бей, църквата е преустроена през 1948 г., съборена през 1972 г. и възстановена и пристроена от 1975 до края на 20 век, реставрирана и зографисана през 21 век. Храмовият празник и събор е на 6 май, а близкият параклис е посветен на св. Вартоломей, покровител на селището, чиито събор традиционно се чества на 11 юни. До храма се стига най-лесно с автобуси от метростанция Интер Експо Център.